# John Hejduk
John Quentin Hejduk (Nueva York, 19 de julio de 1929 - ibíd. 3 de julio de 2000), fue un arquitecto y artista estadounidense, famoso por sus estudios sobre el problema de la representación de la forma, y por sus diseños difíciles de construir. Hejduk desempeñó igualmente una notoria labor docente. Es el inventor de un tipo de representación axonométrica llamada "perspectiva de Hejduk" o "perspectiva egipcia", que combina la perspectiva caballera y la perspectiva militar.
Fue uno de los cinco integrantes del grupo Five Architects o New York Five junto con los arquitectos Peter Eisenman, Richard Meier, Michael Graves y Charles Gwathmey. 

## Trayectoria

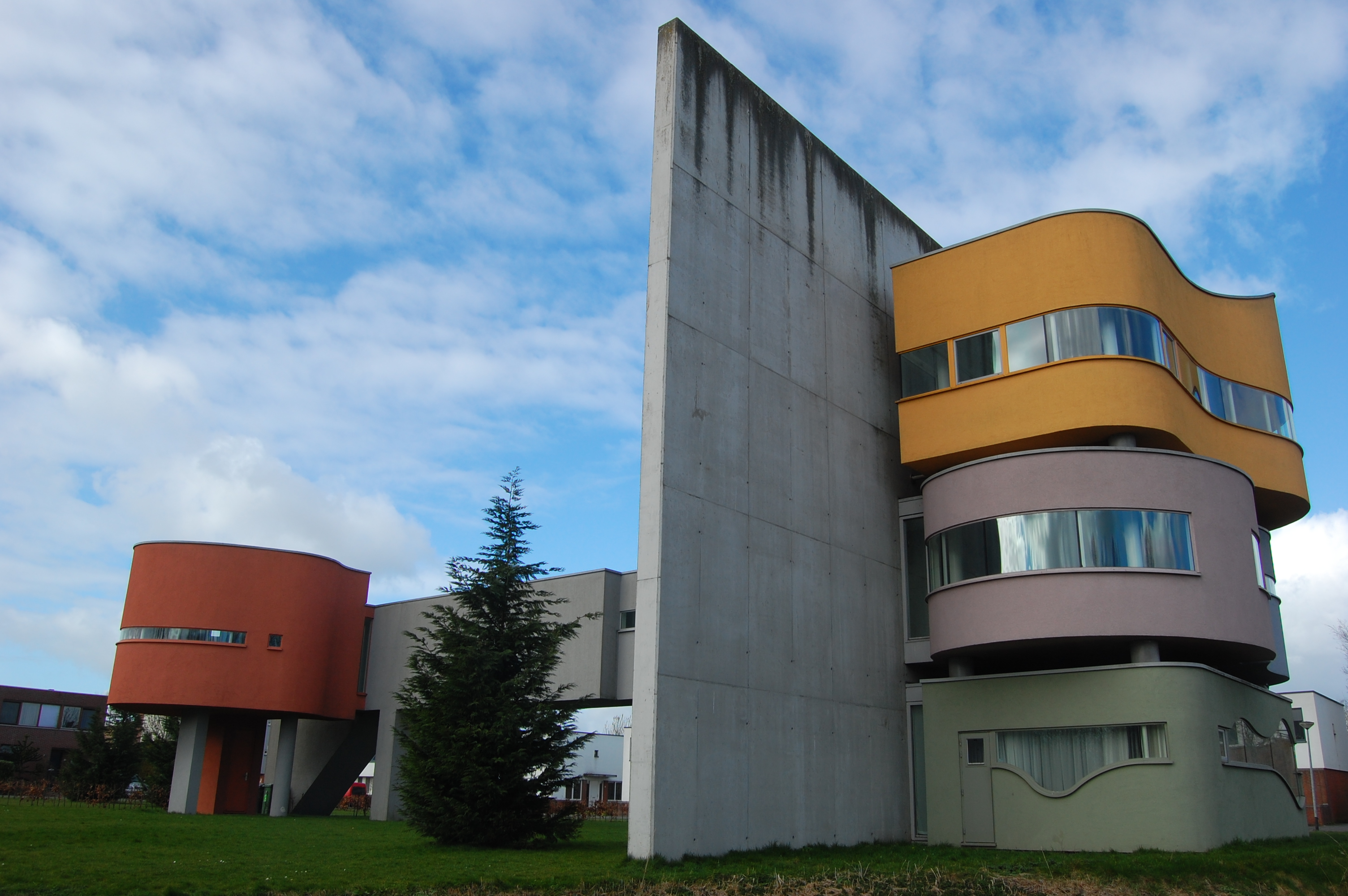
Wall House II, de 2001. Obra póstuma del arquitecto.

Se graduó en 1953 en la Escuela de diseño de Harvard, y trabajó en varios estudios neoyorquinos, entre ellos el de Ieoh Ming Pei, hasta establecer su propio estudio en 1965. Durante su carrera participó activamente en diversos movimientos teóricos, críticos y docentes, perteneciendo al grupo educativo denominado como "Texas Rangers", entre otros. También fue decano de la Universidad Cooper Union's desde 1975. Su producción arquitectónica se inició tardíamente, a partir de la década de 1980.
Se considera a Hejduk como una figura de gran influencia en la arquitectura norteamericana del último cuarto del siglo XX, más por su labor educativa y teórica que por su obra construida. Su legado, basado en dibujos más que en edificios, se conserva en la actualidad en el Canadian Centre for Architecture, en Montreal.
En 1983 se convocó un concurso en la ciudad de Berlín para la construcción de un parque público en una manzana ocupada por las SS y la Gestapo. John Hejduk expuso un plano que contenía una serie de símbolos encerrados en un espacio similar a un campo de concentración. En la Mascarada de Berlín se proyectaron sesenta y siete estructuras elegidas por los ciudadanos, a los que se les otorgó el privilegio de decidir que se construía y que no.

## Obra construida
Entre los edificios de Hejduk destacan:
- House For a Musician (1983)
- House of the Suicide y House of the Mother of the Suicide
- Kreuzberg Tower (Berlín, 1988)
- Tegel Housing (Berlín, 1988)
- La Máscara de la Medusa (Buenos Aires, 1998)
- Wall House II (Groninga, 2001)
- Tribute Towers
- Centro Sociocultural A Trisca (Santiago de Compostela, 2000)